# Nacionalno prvenstvo ZDA 1922
Nacionalno prvenstvo ZDA 1922 v tenisu.

## Moški posamično
Bill Tilden :  Bill Johnston  4-6 3-6 6-2 6-3 6-4

## Ženske posamično
Molla Bjurstedt Mallory :  Helen Wills  6-3, 6-1

## Moške dvojice
Bill Tilden /  Vincent Richards :  Gerald Patterson /  Pat O'Hara Wood 4–6, 6–1, 6–3, 6–4

## Ženske dvojice
Mary Browne /  Helen Wills :  Edith Sigourney /  Molla Bjurstedt Mallory 6–4, 7–9, 6–3

## Mešane dvojice
Molla Bjurstedt Mallory /  Bill Tilden :  Helen Wills /  Howard Kinsey 6–4, 6–3